# Église Saint-Nicolas-le-thaumaturge de Taganrog
L’église Saint-Nicolas-le-Thaumaturge (en russe : Церковь Николая Чудотворца) est une église orthodoxe de Taganrog consacrée à saint Nicolas. Construite de 1777 à 1778, elle dépend de l’éparchie de Rostov et Novotcherkassk.

## Histoire
L’église a été érigée en 1777-1778 sur demande du contre-amiral Klokatchev en l’honneur des victoires de la flotte russe lors de la guerre russo-turque de 1768-1774. Elle s’élève à l’endroit où Pierre Ier aurait campé alors qu’il était sur place à la recherche d’un lieu propice à un port militaire.
En 1845, un nouveau clocher à trois niveaux est érigé pour remplacer l’ancien clocher en bois.
Lors de la guerre de Crimée, une flottille franco-britannique bombarde Taganrog en mai 1855. Deux boulets incrustés dans le mur sud de l’église en témoignent encore.
L’église est dépouillée de ses trésors en 1922.
Pendant la Seconde Guerre mondiale, les bâtiments en bois de l’église brûlent complètement, elle est laissée à l’abandon. En 1957, les niveaux supérieurs du clochers sont démolis, les lieux sont utilisés comme garage, court de tennis, menuiserie... En 1988, il ne reste de l’église que des ruines.
À partir de 1988, le clocher et les bâtiments en brique sont restaurés en préparation du tricentenaire de la ville et les services religieux peuvent reprendre en janvier 1993.